# Hošťálkovice (rozhledna)
Rozhledna Hošťálkovice je dřevěná zastřešená vyhlídková věž s výškou 8 m a plošinou ve výšce 5 m. Nachází se v katastru Hošťálkovic (městský obvod Ostrava v Moravskoslezském kraji) ve výšce 320 m n. m. v pohoří Vítkovská vrchovina. Celoročně volně přístupná rozhledna byla postavena v roce 2011 a nabízí výhled na okolní Ostravu, Hladový vrch a vzdálené Beskydy. Rozhledna je přístupná po dřevěných žebřících.

## Další informace
Rozhledna a okolí je vhodná pro děti, které zde mají příležitost sportovního vyžití (horolezecké stěny, pumptrack, zemní trampolína, skluzavka, informační panely atp.).
Rozhledna byla postavena na místě dřívější dřevěné nezastřešené rozhledny.

## Galerie

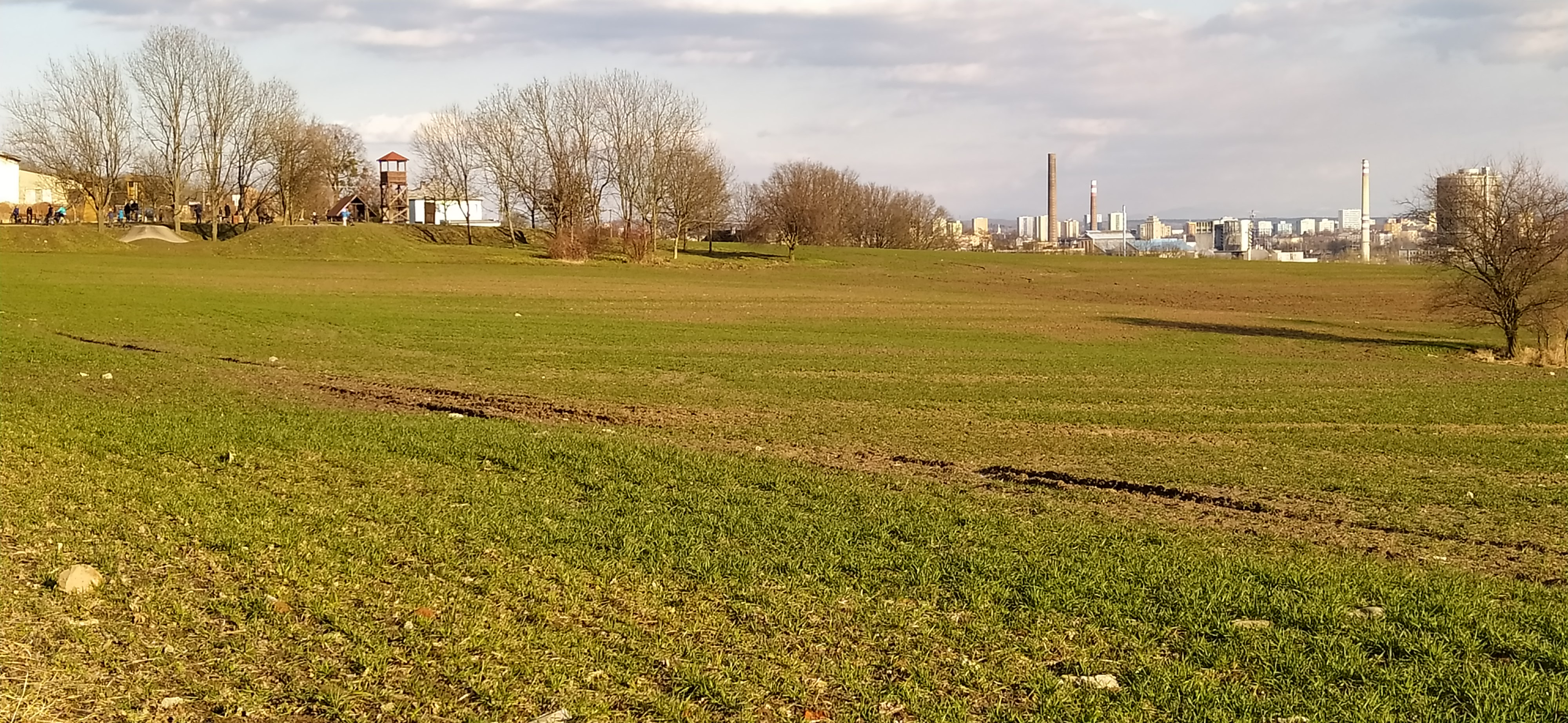
Rozhledna Hošťálkovice (pohled ze západu)
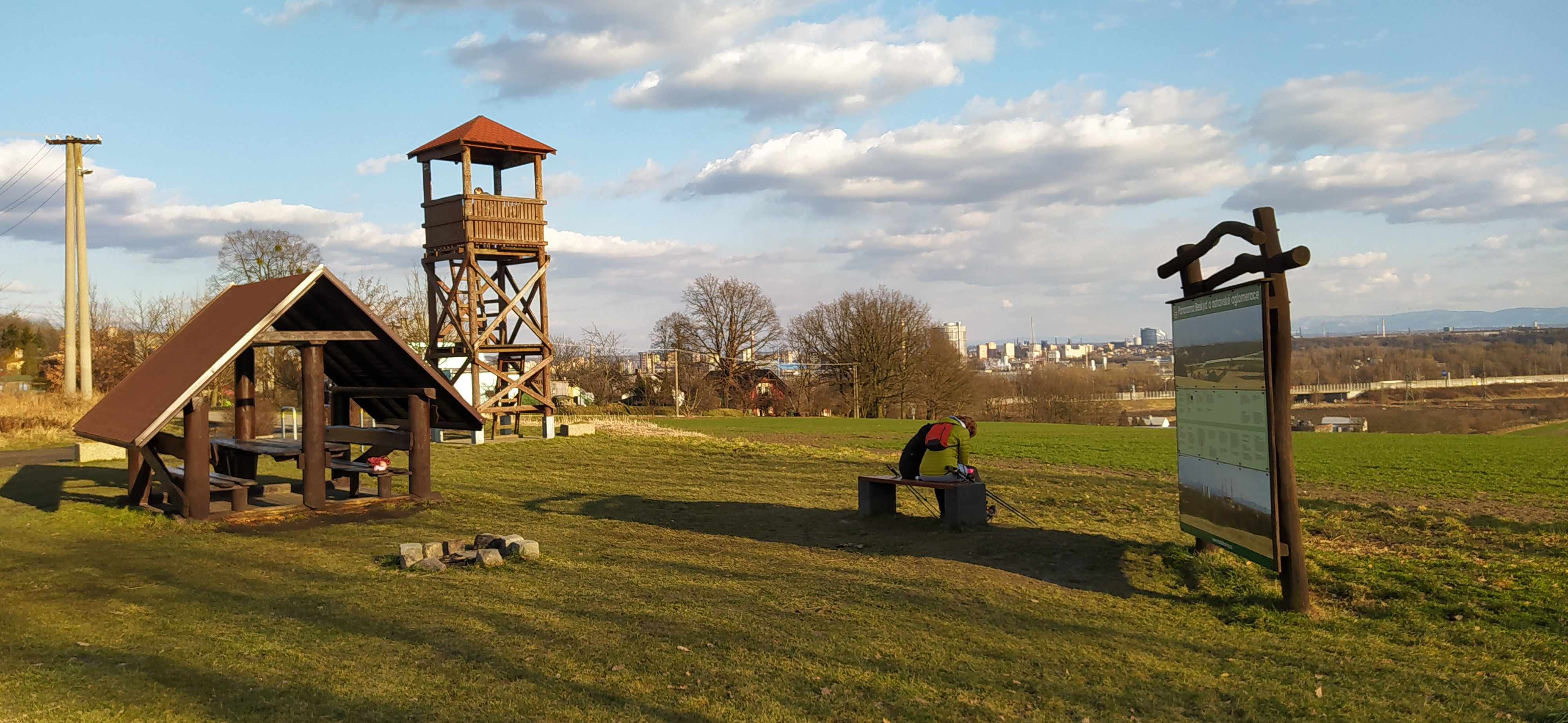
Rozhledna Hošťálkovice (pohled ze západu)
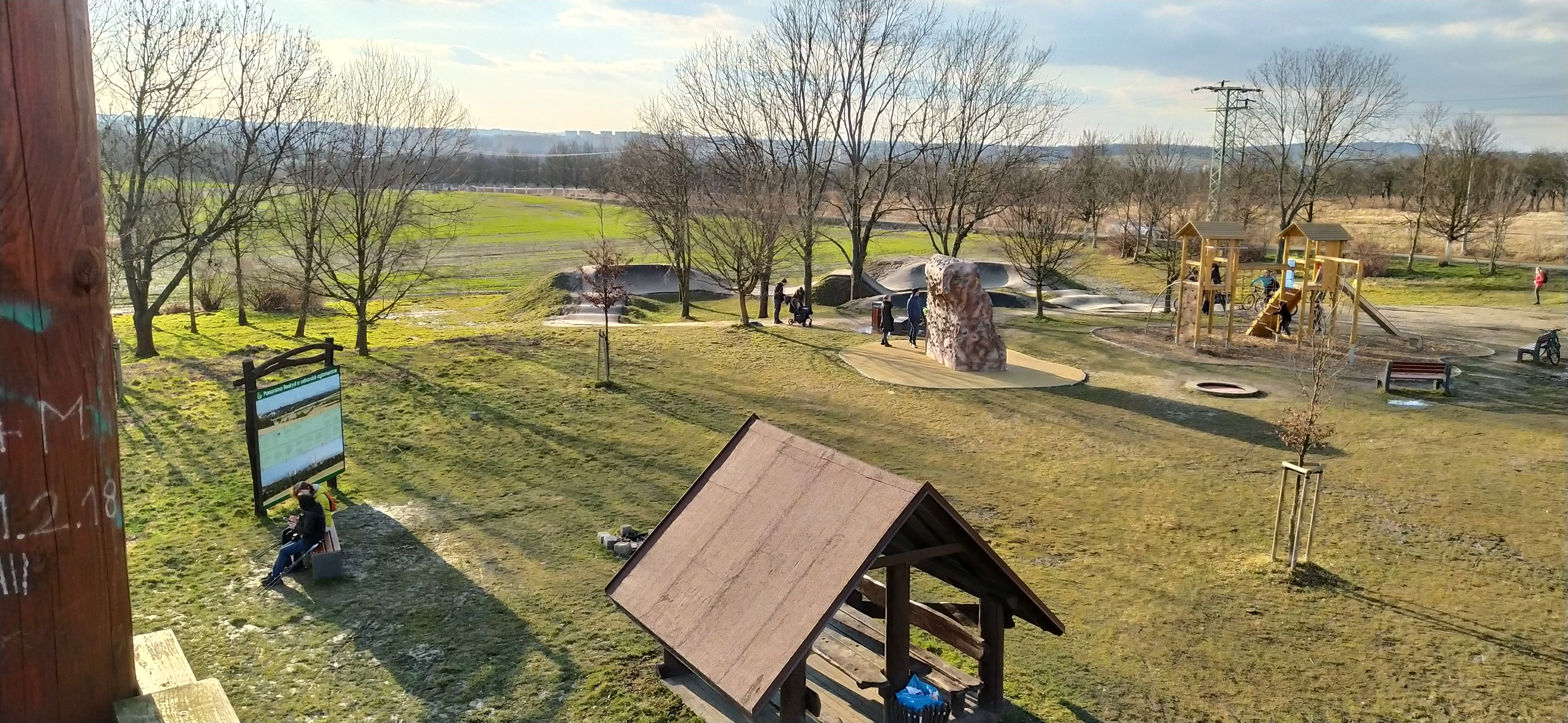
Pod rozhlednou
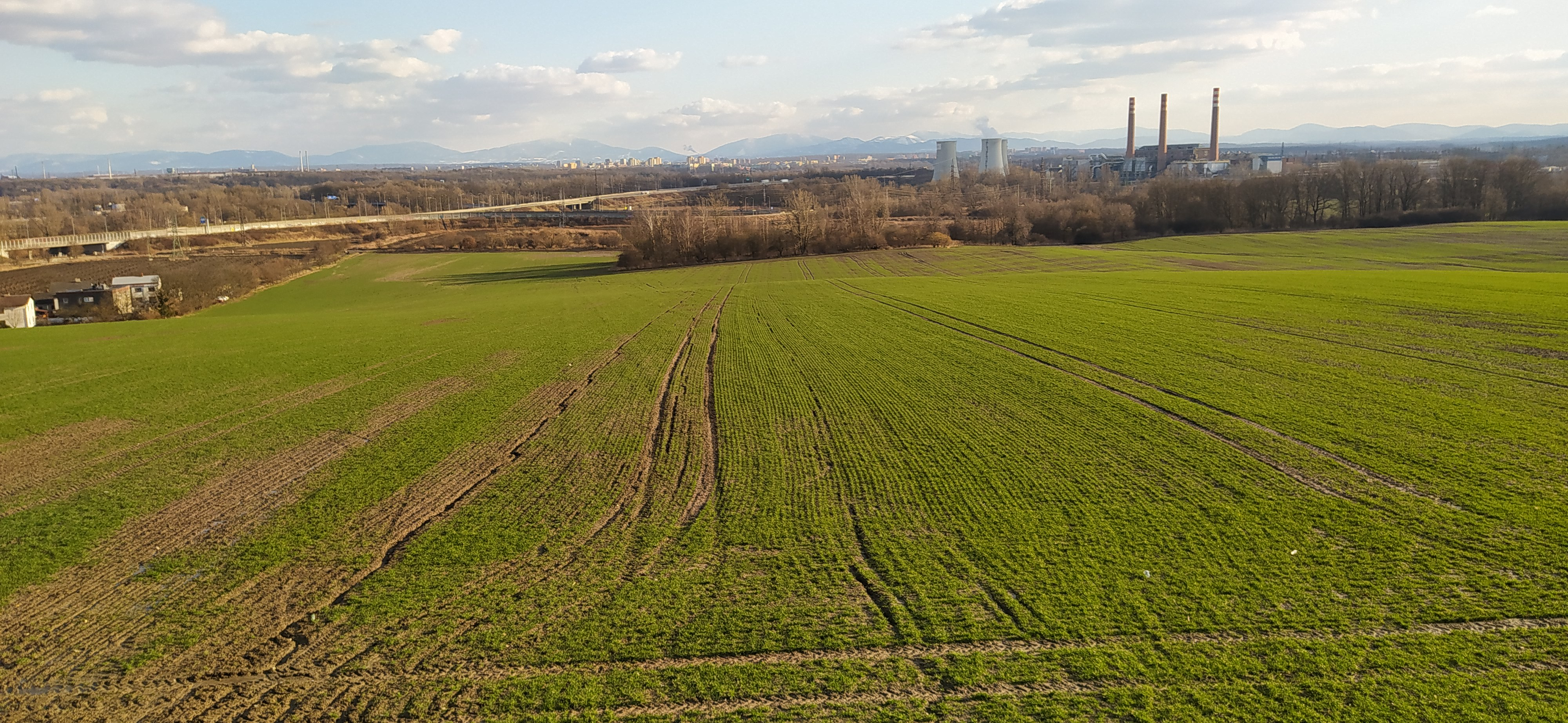
Výhled na Ostravu a Beskydy